# Älby
Älby är en  by i sydligaste delen av Tierps kommun, tillika sydligaste ort i Vendels socken i Uppland.
Älby ligger i Vendels sockens kilformiga sydspets och ingår i det landområde som avskiljer norra och södra delarna av Viksta socken. Byn gränsar i sydväst mot Läby i Björklinge socken och domineras av den gamla Älby herrgård, som numera är ett HVB-hem (Hem för vård och boende) för ungdomar. Älby herrgård var tidigare bland annat vårdhem.
Europaväg 4 passerar omedelbart väster om Älby. Själva byn genomkorsas av länsväg C 708.
Älby omtalas första gången 1357 då Magnus Gislesson (Sparre av Aspnäs) bytte till sig 12 öresland i byn. 1385 intygades att Arvid Gustavsson av Vik hade testamenterat 12 öresland i Älby (brevet anger att Älby ligger i Viksta socken) jämte en rad andra gårdar till Uppsala domkyrka. 1444 omtalas byn som tillhörig Arvid Gustuvsson prebende i S:ta Margaretas kor i Uppsala domkyrka. 1531 tog dessa och förvandlade till sin egen privata jord.